# Válečný zajatec

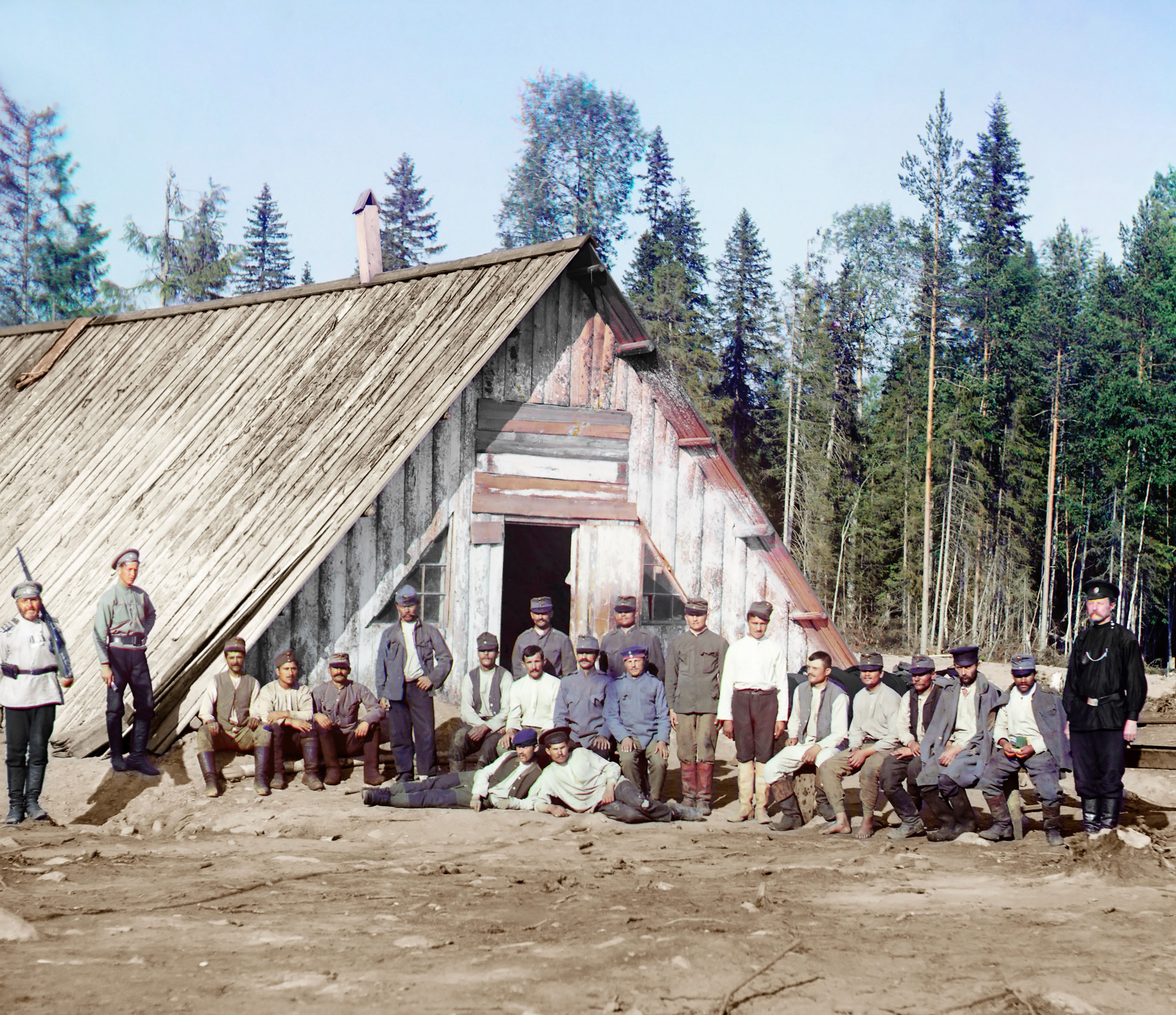
Rakousko-uherští váleční zajatci v Rusku (1915), fotografie Sergeje Michailoviče Prokudina-Gorského

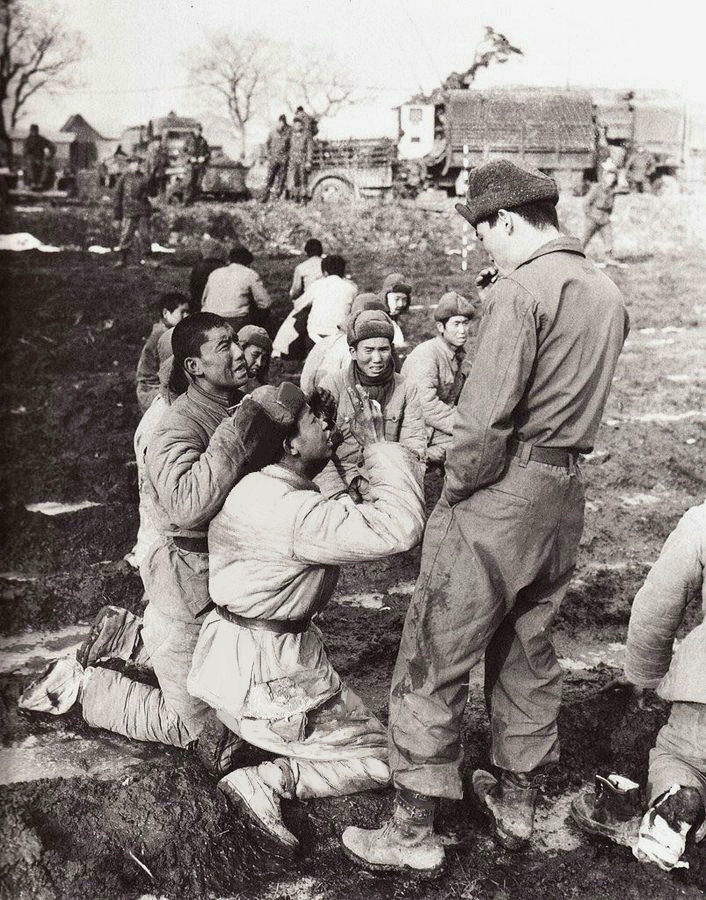
Zajatí čínští vojáci prosí jihokorejského vojáka o milost v domnění, že budou popraveni, 1951

Válečný zajatec (anglicky prisoner of war, zkratka POW) je osoba, která se dostala do moci nepřítele v průběhu války nebo bezprostředně po jejím skončení. Jejich status a práva upravuje Třetí ženevská úmluva.
Válečným zajatcem je každý kombatant, je-li zadržen. Kromě ozbrojených sil státu a dalších ozbrojených sil s odpovědným velením, mají nárok na status válečného zajatce i jiné osoby, které doprovázejí ozbrojené síly s jejich souhlasem (např. civilní posádky dopravních letounů, váleční dopisovatelé či dodavatelé služeb a zboží). Tradičně mají tento status též nejvyšší političtí představitelé znepřátelených stran. Válečnými zajatci jsou v případě zadržení rovněž civilní osoby, které se při příchodu nepřátelských ozbrojených sil chopily zbraně k obraně dosud neobsazeného území, kde žijí. Status válečného zajatce nezahrnuje neozbrojené civilisty zajaté během války, které chrání Čtvrtá Ženevská úmluva. Nárok na status válečného zajatce také nemají vyzvědači a žoldnéři.

## Třetí Ženevská úmluva

### Status válečného zajatce
Podle ustanovení článku 4 úmluvy se za válečné zajatce považují osoby, které spadají do některé z níže uvedených kategorií a které se dostaly do moci nepřátelské strany:
- příslušníci ozbrojených sil jedné ze stran konfliktu a příslušníci milic a dobrovolnických sborů, které jsou součástí těchto ozbrojených sil;
- příslušníci jiných milic a dobrovolnických sborů, včetně členů organizovaných hnutí odporu, kteří příslušejí ke straně v konfliktu a působí na jejím území nebo mimo něj, i v případě, že toto území je okupováno, za předpokladu, že tyto skupiny splňují následující podmínky:
  - mají v čele osobu odpovědnou za své podřízené,
  - mají stálý rozeznávací znak viditelný na dálku,
  - nosí zbraně otevřeně,
  - při své činnosti dodržují válečné zákony a zvyklosti;
- příslušníci pravidelných ozbrojených sil, kteří se hlásí k vládě nebo autoritě, která není uznávána mocností držící zajatce;
- osoby, které doprovázejí ozbrojené síly, aniž by byly jejich přímou součástí, například civilní členové posádek vojenských letounů, váleční dopisovatelé, smluvní dodavatelé, příslušníci pracovních jednotek a služeb zajišťujících péči o ozbrojené síly, pokud k tomu mají povolení ozbrojených sil, které doprovázejí, a jsou vybaveny příslušným průkazem totožnosti;
- členové lodních posádek, včetně velitelů, lodivodů a učňů obchodních lodí a posádek civilního letectva stran v konfliktu, pokud jim nejsou přiznána příznivější práva na základě jiných ustanovení mezinárodního práva;
- obyvatelé neobsazených území, kteří se bez předchozí organizace a z vlastního popudu chopí zbraně k obraně proti postupujícímu nepříteli, za předpokladu, že zbraně nosí otevřeně a dodržují válečné zákony a zvyklosti.

Přestože úmluva je vysloveně neuvádí, tradičně je status válečného zajatce udělován také nejvyšším politickým představitelům znepřátelených stran. Již jedna z prvních kodifikací válečného práva, tzv. Lieberův kodex z roku 1863 stanovil, že na status válečného zajatce má nárok panovník a členové nepřátelské vládnoucí rodiny, hlava a hlavní představitelé nepřátelské vlády, její diplomatičtí zástupci a všechny osoby, které mají zvláštní význam nebo přínos pro nepřátelskou armádu či její vládu, pokud jsou zajaty na bojišti a nemají platné povolení k bezpečnému průchodu vydané vládou strany, která je zajala. V roce 2003 byl svrženému iráckému prezidentovi Saddámu Husajnovi po jeho zatčení udělen status válečného zajatce s odvoláním na to, že jako prezident byl vrchním velitelem ozbrojených sil a tudíž jejich příslušníkem.

### Práva válečného zajatce
Zodpovědnost za válečné zajatce nemají jednotlivci ani vojenské oddíly, které je zajaly, ale mocnosti kterým náleží. Svou zodpovědnost může mocnost přenést na jinou mocnost jejich přesunutím k ní s tím, že musí dopředu zjistit, jestli je schopna a ochotna zachovávat tuto úmluvu.
„S válečnými zajatci se musí vždy nakládat lidsky.“ Válečný zajatec má právo na život, na respektování jeho osobnosti, poskytnutí bezplatného zdravotního ošetření, zaopatření podle jeho potřeby, na vyznávání náboženství i jeho výkonu a na rovné zacházení bez rozdílu, včetně vojenské hodnosti. Povinnosti válečného zajatce je při výslechu pravdivě udat: příjmení, jméno, hodnost, datum narození a matriční či jiný odpovídající údaj, který mu odpovídá, je-li internován, musí zdravit důstojníky mocnosti, s výjimkou je-li důstojník, kteří zajatecký tábor spravují. Mocnosti mají povinnost vybavit jednotlivce bojující v jejich řadách průkazem totožnosti, který jím nesmí být odebrán.
Majetek válečného zajatce nemůže být zabaven, pouze z hlediska bezpečnosti. Odebrány mohou být pouze zbraně, kůň, vojenská výzbroj a válečné dokumenty, zbytek zahrnující ošacení, předměty denní potřeby, výstroj pro jejich ochranu (přilby, plynové masky apod.), odznaky hodnosti a národnosti, vyznamenání a předměty mající zejména osobní nebo citovou hodnotu se nesmějí válečným zajatcům odebrat. Peněžní částky, mající zajatec u sebe, se odeberou pouze pod dohledem a na rozkaz důstojníka bude do zvláštního rejstříku zapsána výše částky a majitelův osobní podpis, od důstojníka obdrží majitel potvrzenku. Odebrané předměty a obnosy se vydají v původní formě na konci zajetí.

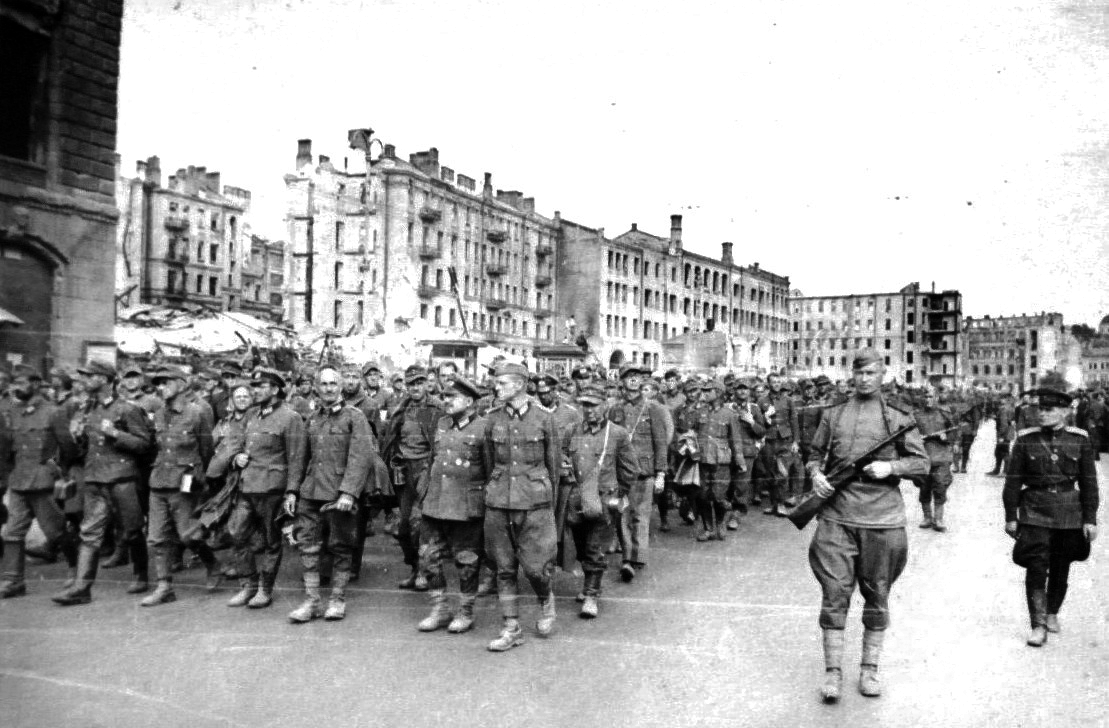
Němečtí váleční zajatci vedeni Sovětskými vojáky ulicemi Kyjeva

Mocnost, jíž jsou zajatci, může zajatcům uložit závazek nevzdalovat se nebo nepřekračovat danou hranici tábora, tedy je omezit ve volnosti pohybu - internovat je. Internování zajatce je povoleno, jeli uskutečněno v budovách postavených na pevné zemi a zajišťujících všechny základní podmínky hygieny a zdraví.Tábory internace válečných zajatců musejí splňovat podmínky, které vymezuje a blíže popisuje dokument Třetí ženevská úmluva v článcích 21 - 48 .
Mocnosti mohou udělit zajatcům přiměřenou práci související se správou, zařízením a udržováním jejich tábora nebo v blíže specifikovaných pracích, spadajících do určitých kategorií, a to proto, aby dbali na jejich fyzické a psychické zdraví. Kategorie jsou blíže popsány v článku 50 Třetí ženevské úmluvy.

## Kontroverzní témata ve statutu válečného zajatce
Kritici Ženevské úmluvy vidí dvě důležité skutečnosti, které vidí jako kritické chyby, je to ochranné a politické důsledky POW. Protože posuzování, zda a kdy je bojovník válečný zajatec anebo terorista je závislé na nestrannosti posuzovatele a tudíž na jeho kompetentnosti toto posuzovat, což většinou zprvu posuzuje válčící strana, která se vždy bude snažit nebrat pod ochranu povstalce a gerrilové bojovníky své země, tudíž opozici. Druhý již zmíněný problém je ochranný důsledek, který se může dle kritiků negativně projevit právě ve válce s terorismem, když se práva válečných zajatců budou vztahovat i na teroristy, což prosazuje vláda Spojených států. Viz citováno z časopisu „Harvard International Law Journal, (str. 374)".

## Nedodržování Třetí ženevské úmluvy
Zákona pro tzv. Mudžahedíny z roku 2010 z Iráku, dává představu o nedodržování Třetí ženevské úmluvy a základních lidských práv ve válečném konfliktu, v tomto případě v podobě Gerilové války v Iráku. Tento zákon nese náboženský podtext a stanoví v podstatě všechny druhy podpory nepřítele, jako válečný zločin. Jen v 11. a 12 článku tohoto zákona, je stanoveno, kdo všechno je odsouzen k trestu smrti: Ten kdo zásobuje palivem, dodává materiál-zařízení, buduje vojenské centrum pro tzv. bezvěrce, jejich administrátoři, dále pracovníci bezpečnostních agentur, tlumočníci, řidiči těchto zásobování. To vše má posoudit "odpovědná" osoba/soudce provincie, která na základě důkazů rozhodne o osudu těchto osob. Tyto osoby mohou být také vyměněny za výkupné (v případě kdy muslimové potřebují peníze) či muslimské-hodnotné zajatce, to vše se odvíjí od situace. Rozhodující-odpovědnou osobou je Imám a Najib Imam.